# Монтеверди, Клаудио
Кла́удио Монтеве́рди (полное имя Клаудио Джованни Антонио Монтеверди, итал. Claudio Giovanni Antonio Monteverdi; 9 мая 1567 года, Кремона (крещён 15 мая 1567 года) — 29 ноября 1643 года, Венеция) — итальянский композитор, один из крупнейших в эпоху перехода от позднего Ренессанса к раннему барокко.
Работал и в ренессансной и в барочной стилистике. Наиболее известные сочинения Монтеверди — поздние мадригалы, Плач Ариадны (из несохранившейся оперы «Ариадна»), опера «Орфей» и Вечерня (девы Марии).

## Биография

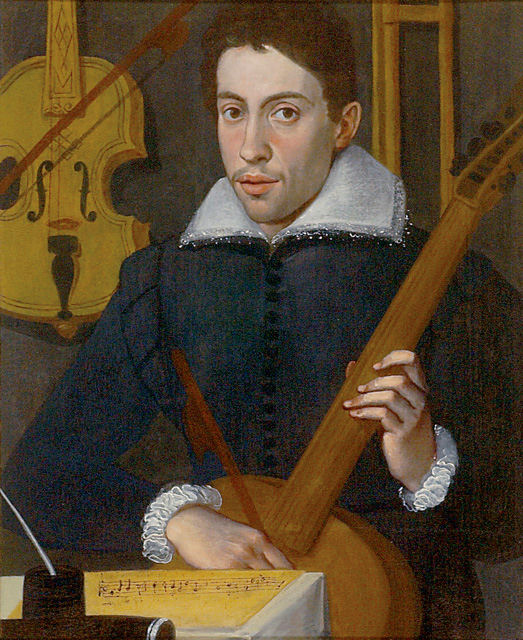
Клаудио Монтеверди, ок. 1597, автор неизвестен, (Музей Ашмола, Оксфорд). Самый ранний из известных портретов Монтеверди. Здесь композитору около 30 лет, портрет написан в Мантуе.

Клаудио Монтеверди родился в 1567 году в Кремоне, городе Северной Италии, в семье Бальтазара Монтеверди — доктора, аптекаря и хирурга. Он был старшим из пяти детей. С детских лет обучался у М. А. Индженьери, капельмейстера кафедрального собора в Кремоне. Монтеверди постигал искусство музыки, принимая участие в исполнении литургических песнопений. Также он учился в Университете Кремоны. Его первые опубликованные сборники включали (латинские) мотеты и духовные (итальянские) мадригалы (Cantiunculae Sacrae, 1582; Madrigali Spirituali, 1583). За ними последовали сборники трёхголосных канцонетт (1584), позже две «книги» (сборники) пятиголосных мадригалов (1587; 1590). С 1590 (или 1591) до 1612 Монтеверди работал при дворе герцога Винченцо I Гонзага (1562—1612) в Мантуе сначала как певчий и гамбист, а с 1602 как капельмейстер, организатор всей музыкальной жизни при герцогском дворе.
В 1599 году Монтеверди женился на придворной певице Клаудии Каттанео, с которой прожил 8 лет (Клаудия умерла в 1607). У них родились три мальчика и  две девочки, умершие вскоре после рождения.
В 1613 году Монтеверди переехал в Венецию, где занял пост капельмейстера собора Сан-Марко. В этой должности он быстро восстановил профессиональный уровень музыкантов хора и инструменталистов (капелла находилась в упадке из-за нерационального расходования средств предшественником, Джулио Чезаре Мартиненго). Управляющие базиликой были рады заполучить такого исключительного музыканта как Монтеверди, потому что музыкальная часть богослужений находилась в упадке с момента смерти Джованни Кроче в 1609 году.
Около 1632 года Монтеверди был рукоположен в священники. В последние годы жизни из-под его пера вышли два последних шедевра: Возвращение Улисса на родину (Il ritorno d’Ulisse in patria, 1641) и историческая опера Коронация Поппеи (L’incoronazione di Poppea, 1642), в сюжетную основу которой легли события из жизни Римского императора Нерона. Коронация Поппеи считается кульминацией всего творчества Монтеверди. Она сочетает трагические, романтические и комические сцены (новый шаг в драматургии оперного жанра), более реалистичные портретные характеристики персонажей и мелодии, отличающиеся необычайной теплотой и чувственностью. Для исполнения оперы требовался небольшой оркестр, и также отводилась небольшая роль хору. На протяжении долгого времени, оперы Монтеверди рассматривались только как исторический и музыкальный факт. Начиная с 1960-х, Коронация Поппеи вернулась в репертуар театров.
Монтеверди похоронен в Венеции в базилике Санта-Мария-Глорьоза-дей-Фрари.

## Творчество и стиль
Творчество Монтеверди представлено тремя группами произведений: мадригалы, оперы и духовная музыка. Главная особенность композиционной техники Монтеверди — сочетание (нередко в одном произведении) имитационной полифонии, характерной для композиторов позднего Возрождения, и гомофонии, достижения новой эпохи барокко. Новаторство Монтеверди вызвало резкую критику со стороны видного теоретика музыки Джованни Артузи, в полемике с которым Монтеверди (и его брат Джулио Чезаре) обозначили свою приверженность так называемой «второй практике» музыки. Согласно декларации братьев Монтеверди, в музыке второй практики безраздельно господствует поэтический текст, которому подчиняются все элементы музыкальной речи, прежде всего, мелодия, гармония и ритм. Именно текст оправдывает любые нерегулярности последних.
До 40 лет Монтеверди работал преимущественно в жанре мадригала — при жизни были изданы 8 сборников («книг»); девятый, неавторский, сборник издан посмертно. Работа над первой книгой, состоящей из пятиголосных мадригалов (всего 21), заняла около 4 лет. Первые восемь книг мадригалов представляют громадный скачок от полифонии Ренессанса к гомофонии, характерной для музыки барокко. Чаще исполняются пьесы из поздних книг, написанные в стиле «второй практики», среди них чакона «Жалоба нимфы» (Lamento della ninfa, SV 163, из VIII книги).
Среди наиболее популярных сочинений Монтеверди — «Плач Ариадны» (итал. Lamento d'Arianna, инципит: «Lasciatemi morire») из оперы «Ариадна» (1608; музыка утрачена, либретто сохранилось полностью). На протяжении жизни Монтеверди опубликовал три его версии — в виде пятиголосного мадригала в VI книге мадригалов (1614), в виде одноголосной арии с basso continuo (1623) и латинскую контрафактуру последней (инципит: «Iam moriar mi fili») — в сборнике духовной музыки Selva morale (1641), под названием «Плач Мадонны» (итал. Pianto della Madonna). 
Среди других популярных сочинений — чакона (авторское обозначение) «Zefiro torna» для 2 теноров и b.c., SV 251, на текст О. Ринуччини.

## Сочинения
Сочинения Монтверди идентифицируют по каталогу Манфреда Штаткуса (SV = Stattkus Verzeichnis). Первое издание каталога опубликовано в 1985. Второе (сокращённая версия первого, без нотных инципитов) опубликовано в сетевой версии в 2006 году. В 2013 году автор планировал выпустить третье, исправленное и дополненное, издание, но скоропостижно скончался в 2012 году.

### Светская музыка для камерного ансамбля

#### Сборники мадригалов
- Книга 1 (1587), для 5 голосов
- Книга 2 (1590), для 5 голосов
- Книга 3 (1592), для 5 голосов
- Книга 4 (1603), для 5 голосов
- Книга 5 (1605), для 5 голосов
- Книга 6 (1614), для 5 голосов
- Книга 7 (1619): Concerto
- Книга 8 (1638): Madrigali guerrieri, et amorosi con alcuni opuscoli in genere rappresentativo, che saranno per brevi episodi fra i canti senza gesto.
- Книга 9 (1651): Мадригалы и канцонетты на 2 и 3 голоса (изданный посмертно сборник мадригалов и канцонетт, отчасти дублирующий более ранние публикации)

#### Прочие сборники светской музыки
- Scherzi musicali (1607), для 3 голосов, 2 скрипок и b.c. (16 пьес разных жанров); сокращённо обозначается Scherzi musicali I
- Scherzi musicali cioè arie (1632), для 1-2 голосов и b.c. (7 пьес разных жанров); сокращённо Scherzi musicali II

### Оперы
- Орфей (L’Orfeo, 1607)
- Возвращение Улисса на родину (Il ritorno d’Ulisse in patria, 1640)
- Коронация Поппеи (L’Incoronazione di Poppea, 1642)

### Церковная и духовная музыка
- Месса «In illo tempore» («Во время о́но»; 1610)
- Четырёхголосная месса a cappella (1641) (др. назв. «Месса in F»; из сб. «Selva morale e spirituale»)
- Четырёхголосная месса a cappella (1650, посмертная публикация)
- Вечерня Блаженной Девы (Vespro della Beata Vergine), часто сокращённо — «Вечерня» (1610)
- Cantiunculae sacrae (1582), сборник мотетов на латинские тексты
- Духовные мадригалы (Madrigali spirituali), на 4 голоса (1583)
- Selva morale e spirituale (букв. «Нравоучительный и духовный лес», 1641), сборник сочинений разных жанров на «духовные» тексты — месса, мотеты (в том числе три мотета на знаменитый текст Salve regina), два магнификата, духовные мадригалы и морализующие канцонетты.

### Утраченные сочинения
- Опера «Ариадна» (1608; либретто сохранилось)
- Опера «Андромеда» (для Мантуи)
- Опера «Мнимая безумная Ликори»
- Опера «Похищение Прозерпины»
- Опера «Свадьба Энея и Лавинии»

## В культуре
Имя Монтеверди носит хор при Гамбургском университете.